# Shu Kameshima
Shu Kameshima (født 21. april 1993) er en japansk fodboldspiller.
Han har spillet for flere forskellige klubber i sin karriere, herunder Gainare Tottori.